# Arcipelago di Sebenico
L'arcipelago di Sebenico o arcipelago Sebenzano (in croato Šibenski arhipelag) è un gruppo di isole della Dalmazia settentrionale situate nel mare Adriatico a ovest di Sebenico, in Croazia. Amministrativamente, le isole appartengono alla regione di Sebenico e Tenin. Chiamate anticamente Celadussae, sono indicate come scogli di Sebenico nelle mappe del XIX sec..

La regione di Sebenico e Tenin con i suoi confini adriatici.

Le maggiori isole dell'arcipelago sono: Morter, Zuri, Cacan, Capri, Smolan, Diat, Provicchio, Zlarino e Crappano, cui si assommano tutti gli isolotti e gli scogli adiacenti alle singole isole maggiori e alla costa dalmata. Il confine settentrionale dell'arcipelago coincide con le isole a nord di Morter (la maggiore delle quali è Arta Grande), quello meridionale con gli scogli di punta Planca (rt Ploča o Planka). A volte anche le isole Incoronate sono elencate come facenti parte dell'arcipelago di Sebenico in quanto amministrativamente appartengono al comune Morter-Incoronate della stessa regione.

## Isole maggiori
(Gli isolotti e gli scogli adiacenti sono inseriti nelle singole voci.)
- Morter (Murter)
  - Arta Grande (Arta Velika)
    - Isolotti Artizze (Artica e Artica Mala)

  - Arta Piccola (Arta Mala)
  - Radel (Radelj)
  - Simignago (Zminjak)
  - scogli Vinik (Vinik Veliki e Vinik Mali)
  - Teglina (Tegina)
  - Luttaz (Ljutac)
  - Boronigo (Borovnik)
  - Gerbosniac (Hrbošnjak)
  - Bisaccia (Bisaga)
  - Oliveto (Maslinjak)
  - scogli Drasenachi (Dražemanski)
  - scogli Coccogliari (Kukuljari)
- Nella baia di Slosella:
  - scoglio Spliciaz (hrid Splićak)
  - Santo Stefano (Sustipanac)
- Scogli Tetevisgnach (Tetovišnjak)
- Caino (Sovljak)
- Lucconigo (Lukovnik)
- Lucorano (Logorun)
- Provicchio (Prvić)
  - Luppaz (Lupac)
- Diat (Tijat)
- Smolan (Zmajan)
  - Bagnevaz (Bavljenac)
  - Obognano (Obonjan)
  - isolotti Sorelle (Sestrica Vela e Sestrica Mala)
- Dugoino (Dugo)
- Comorisco (Komorica)
- Capri (Kaprije)
  - Percevaz (Prčevac)
  - isolotti dei Sorci (Mišjak Veli e Mišjak Mali)
  - Rauna Grande (Ravan)
- Cacan (Kakan)
  - isolotti Borogna (Borovnjak Veli e Borovnjak Mali)
  - isolotti Camene (Kamešnjak Veli e Kamešnjak Mali)
- Zlarino (Zlarin)
  - Drevenico (Drvenik)
  - Cherbela Grande (Krbela Vela) e Cherbela Piccola (Krbela Mala)
  - Rotondo (Oblik)
- Crappano (Krapanj)
- Zuri (Žirje)
  - Rapagna (Raparašnjak)
  - Gerbosniac (Hrbošnjak)
  - Masirina (Mažirina)
  - Cosmerga (Kosmerka)
  - Lucietta (Blitvenica)
  - Sella (Sedlo)

Isolotti tra porto di Sebenico Vecchio e Rogosnizza:
- Plana (Tmara)
- Smoquizza (Smokvica)
- Luccogna (Lukovnjak)
- Maslignago (Maslinovik)
- Gherbavaz (Grbavac)
- Suilan (Svilan)
- San Simone (Jaz)
- isolotto del Porto (Lukvenjak)
- isolotti Smoquizza (Smokvica Vela e Smokvica Mala)

### Cartografia
- (HR) Mappa topografica della Croazia 1:25000, su preglednik.arkod.hr. URL consultato il 20 agosto 2017.
- Carta di cabottaggio del mare Adriatico, foglio VII, Milano, Istituto geografico militare, 1822-1824. URL consultato il 6 dicembre 2020 (archiviato dall'url originale il 13 aprile 2013).